# Staatspolizeileitstelle Magdeburg
Die Staatspolizeileitstelle Magdeburg (StapoLSt Magdeburg) war eine Dienststelle der Gestapo im Regierungsbezirk Magdeburg, deren Tätigkeiten hauptsächlich auf den Bereich der Stadt Magdeburg beschränkt waren. Die Dienststelle bestand von 1933 bis Anfang April 1945. Ihr Sitz war anfangs das Polizeipräsidium in der Halberstädter Straße 133 und wurde 1934 in die Regierungsstraße 1 verlegt.

## Einrichtung der Dienststelle
Die Dienststelle der Staatspolizeistelle Magdeburg (Stapo Magdeburg) wurde infolge einer Durchführungsverordnung des 2. Gestapogesetzes (vom 30. November 1933) vom 8. März 1934 und zwei folgenden Runderlassen in der Zeit zwischen Ende April und Anfang Mai 1933 eingerichtet. Ab dem 1. April 1934 waren die Staatspolizeistellen in Preußen aus den Polizeiverwaltungen herausgelöst. Damit wurde die politische Polizei der Landeskriminalpolizeistelle Magdeburg die selbständige Dienststelle der Stapo Magdeburg.
Mit der Unabhängigkeit von den Bezirksregierungen waren die Staatspolizeistellen auch nur noch dem Geheimen Staatspolizeiamt Berlin (Gestapa Berlin) rechenschaftspflichtig. Zwar konnten die Regierungspräsidenten oder Oberpräsidenten den Staatspolizeistellen Weisungen erteilen, diese durften jedoch nicht den Vorschriften des Gestapa Berlin widersprechen.
Reinhard Heydrich ordnete am 8. Januar 1937 an, dass die Stapo Magdeburg in die Staatspolizeileitstelle Magdeburg überführt werden sollte. Durch diese neue Bestimmung wurden die anderen Stapostellen der Provinz Sachsen in Erfurt und Halle in ihrer Tätigkeit nicht betroffen. Im Juli 1941 wurde der Dienstbereich der StapoLSt Magdeburg auf das Land Anhalt ausgedehnt und wurde damit für die Staatspolizeistelle Dessau die unmittelbar zuständige übergeordnete Dienststelle. Aus einer Anzeige aus dem Jahre 1936 geht hervor, dass die StapoLSt Magdeburg in Stendal eine Außenstelle hatte. Weitere untergeordnete Dienststellen der StapoLSt Magdeburg sind bisher nicht bekannt.

## Adressen der Dienststelle

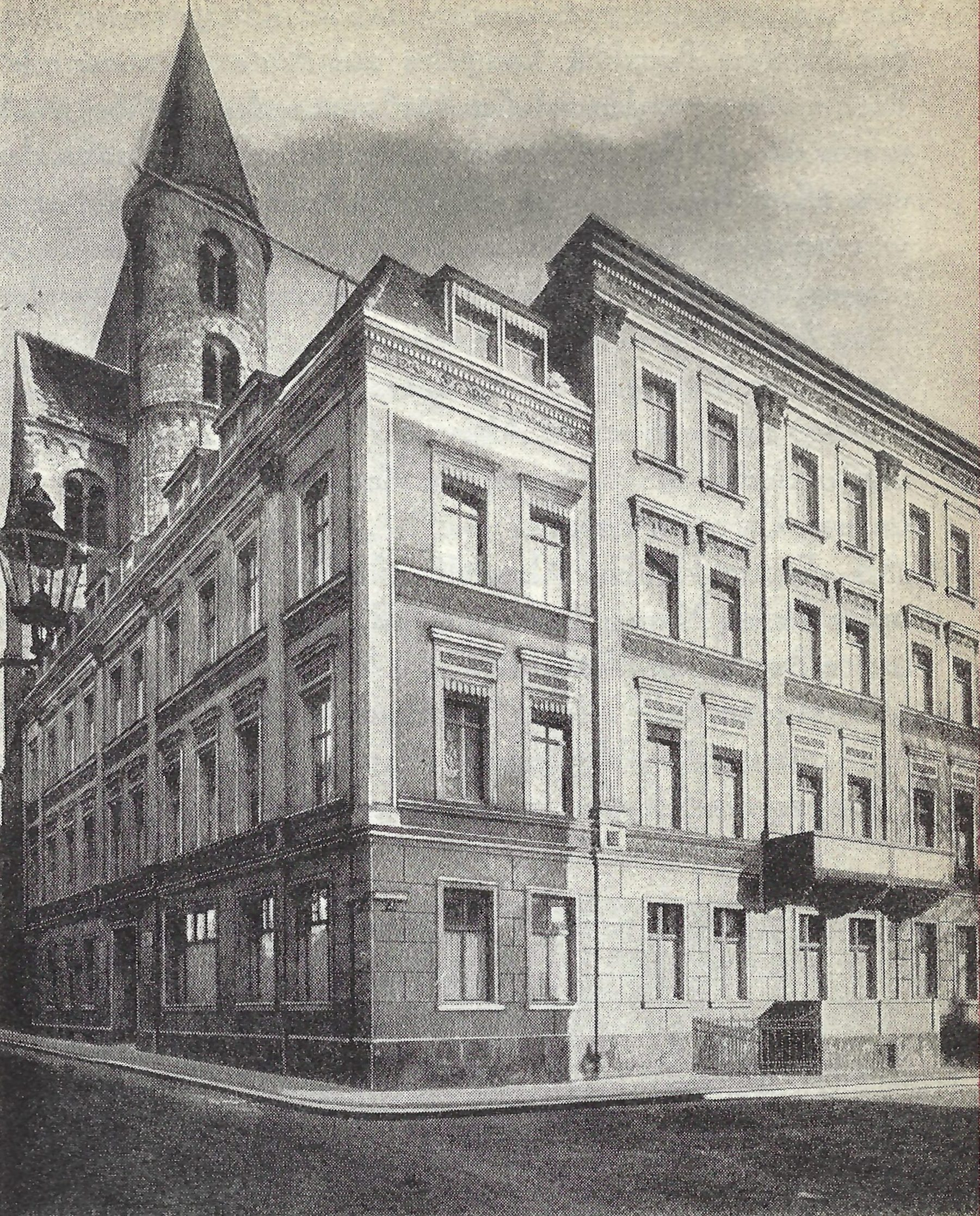
Braunes Haus in der Zeit vor 1929

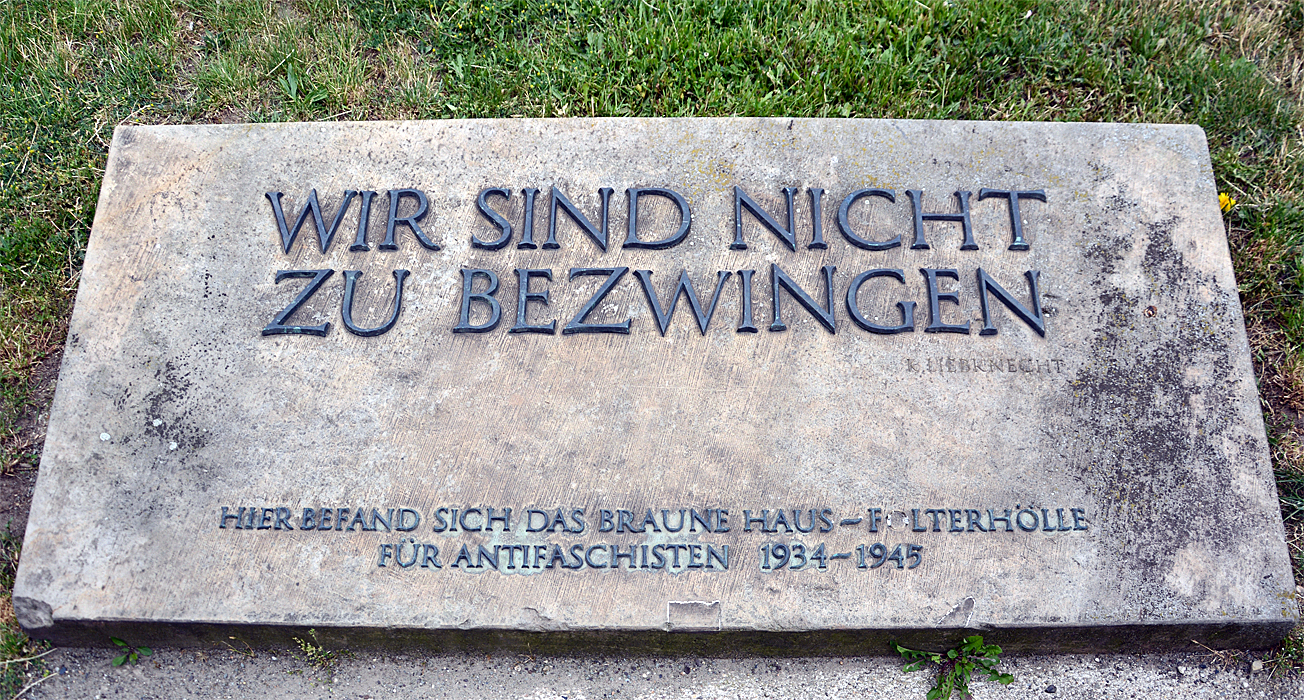
Gedenktafel an der Stelle, wo das „Braune Haus“ stand

Der Leiter der Dienststelle hatte anfangs seinen Dienstraum am Sitz der Bezirksregierung am Domplatz 3 in Magdeburg, während die Mitarbeiter ihre Diensträume im Polizeipräsidium in der Halberstädter Straße 133 hatten. Diese räumliche Trennung bestand bis Ende 1933, 1934 erfolgte der Umzug in die Regierungsstraße 1. Im Zuge einer Neuordnung der Straßennamen und -nummern wurde 1936 die Adresse in Klosterkirchhof 1 umbenannt, da das Haus im Osten an das Haus Klosterkirchhof 8 angrenzte. Die Bevölkerung nannte dieses Haus Braunes Haus. Die Dienststelle bestand bis zu ihrer Aufgabe im April 1945.

## Die Leiter der Dienststelle
Der erste Leiter der Dienststelle in Magdeburg, der in Erfurt geborene Regierungsrat Erich Stier kam aus dem Polizeidienst der Bezirksregierung. Als er am 1. Mai 1934 in das Oberpräsidium Hannover versetzt wurde, gab es für mehrere Wochen keinen Nachfolger in der Dienststelle in Magdeburg, so dass ein kommissarischer Leiter eingesetzt wurde.
Am 1. August 1934 trat der von der Staatspolizeileitstelle Düsseldorf kommende Jurist Otto Bovensiepen seinen Dienst in Magdeburg an. Seine Tätigkeit in Magdeburg endete schon nach wenigen Monaten, da er am 5. Februar 1935 zur Staatspolizeistelle Recklinghausen versetzt wurde.
Die Nachfolge trat der im Polizeidienst erfahrene Heinrich Vitzdamm am 15. Februar 1935 an. Er war zuletzt in der Bezirksregierung von Stettin tätig. Sechs Tage nach seinem Dienstantritt in Magdeburg stellte er am 21. Februar den Antrag zur Aufnahme in die SS, der später auf den 1. Januar 1935 zurückdatiert wurde. Auch er war weniger als ein Jahr in Magdeburg tätig, da er am 9. März 1936 zur Staatspolizeistelle Königsberg versetzt wurde.
Am 16. März 1936 übernahm der Regierungsrat Albert Leiterer die Leitung der Stapo Magdeburg. Vorher hatte der Jurist sich in der Justiz und im Polizeibereich betätigt. Leiterer sollte bis zum 27. September 1941 die Dienststelle der Gestapo in Magdeburg führen. Er konnte dem Dienst an der Front entgehen, da er sich rechtzeitig um eine Dienststellung in der inneren Verwaltung bemüht hatte. So erfolgte am 21. August 1941 seine Berufung als kommissarischer Leiter der Dienststelle als Landrat des Landkreises Heiligenstadt durch das Reichsinnenministerium, wobei sein tatsächlicher Dienstantritt dort am 28. September 1941 erfolgte.
Mit Wirkung vom 29. November 1941 trat der SS-Obersturmbannführer und Oberregierungsrat Helmut Bischoff die Nachfolge von Leiterer an. Er war vorher an mehreren Kriegsverbrechen als Leiter beim Einsatzkommando 1/IV in Polen beteiligt. In Magdeburg organisierte er die Deportation der Juden und ließ mindestens zehn polnische Zwangsarbeiter hängen. Seine Dienstzeit in Magdeburg endete am 16. November 1943, da er im Dezember 1943 als SD-Abwehrbeauftragter im KZ Dora eingesetzt wurde.
Am 15. Februar 1944 übernahm der Jurist und SS-Sturmbannführer Robert Mohr die Leitung der StapoLSt Magdeburg. Er führte vorher die Staatspolizeistelle Darmstadt, wo er die Deportation der Juden organisiert hatte. Als sich am 10. April 1945 US-Truppen Magdeburg näherten, flüchteten Mohr und die Angehörigen seiner Dienststelle. Mohr tauchte anschließend mit einem falschen Namen unter.

## Personelle Besetzung der Dienststelle
Im November 1933 waren zehn Mitarbeiter bei der Dienststelle tätig. Von Dienststellen der Gestapo von anderen Orten kamen die Kriminalkommissare Erich Frohwein, Arthur Rausch und der Hilfskommissar Heinrich Tofahrn. Der Regierungsassessor Norbert Hering kam 1934 direkt vom Studium zur Dienststelle.
Der Inspektor Franz Königshaus kam 1935 direkt aus dem Polizeipräsidium Magdeburg in die Dienststelle. Ihre Tätigkeiten beschränkten sich anfangs auf den unmittelbaren Bürobetrieb, so dass es zu keinen größeren Diensthandlungen im Außenbereich kam. Sogar die Anfertigung von Berichten war 1933 beschränkt. Noch am 4. Januar 1934 waren elf Angehörige auf der Dienststelle beschäftigt.
Nach der Unabhängigkeit von der Bezirksregierung stieg die Zahl der Mitarbeiter auf 29 am 25. Juni 1935. Viele Mitarbeiter wurden vom Polizeipräsidium Magdeburg übernommen. Nach der Umbenennung zur StapoLSt Magdeburg stieg die Anzahl der Angehörigen auf 75 zum 31. März 1937. Der Leiter der Dienststelle konnte jetzt 52 Mitarbeiter zu Überwachungsaufgaben der Gestapo einsetzen. Am 31. März 1937 hatte die StapoLSt Magdeburg sechs Fahrzeuge im Einsatz, um den Regierungsbezirk Magdeburg (1933: etwa 1,3 Millionen Einwohner) und später auch den Bereich von Anhalt (etwa 440.000 Einwohner) zu überwachen. Dabei legten die Fahrzeuge täglich bis zu 650 km zurück. In diesem Einsatz standen fünf Angehörige der Dienststelle mit zwei Fahrern.
Insgesamt können von 1933 bis 1945 360 Angehörige der Dienststelle aus den Akten nachgewiesen werden. Davon waren 147 Beamte und 129 Angestellte. Die Zahl der weiblichen Angehörigen betrug dabei 84.
Nachdem im Juli 1941 die Stapo Dessau der Magdeburger Dienststelle unterstellt wurde, wurden Angehörige aus Dessau nach Magdeburg zur StapoLSt versetzt. Allerdings kam es auch zu Abordnungen zu den Einsatzgruppen der Sicherheitspolizei und des SD beim Einsatz in der Sowjetunion.

## Maßnahmen der Verfolgung
Die hauptsächliche Tätigkeit der Angehörigen der StapoLSt Magdeburg richtete sich anfangs gegen Mitglieder der KPD, der SPD und der Sozialistischen Arbeiterpartei Deutschlands (SAPD). Aber auch andere Organisationen wie der Reichsbanner Schwarz-Rot-Gold, die Kampfgemeinschaft Revolutionärer Nationalsozialisten (auch Schwarze Front genannt), der Stahlhelm, Bund der Frontsoldaten, der Alldeutsche Verband, die Gemeinschaft der Siebenten-Tags-Adventisten, die Deutsche Volkskirche unter Artur Dinter, die Deutsche Glaubensbewegung, die Nordische Glaubensbewegung, die Internationale Bibelforscher-Vereinigung und die katholische und evangelische Kirche standen unter Beobachtung.
In den späteren Jahren richtete sich die Tätigkeit der Gestapo Magdeburg hauptsächlich gegen Juden, Feinde der Heimatfront sowie Gruppen, die die Nationalsozialisten als Arbeitsscheue und Asoziale bezeichneten. Auch sogenannte Berufsverbrecher wurden in Konzentrationslager verbracht.

### Verfolgung des KPD-Widerstandes
Nach der ersten großen Verhaftungswelle von Mitgliedern der KPD im Regierungsbezirk Magdeburg in den ersten Monaten des Jahres 1933 organisierten sich die verbliebenen Mitglieder in kleinen Gruppen, die Kolonien von Kleingärten als konspirative Treffpunkte benutzten, wobei der Kontakt unter den Kurieren und Verteilern von Schriften durch Nennung von Kennwörtern erfolgte.
Die Angehörigen der StapoLSt Magdeburg versuchten mit teilweisem Erfolg in die Organisation der KPD sogenannte V-Männer einzuschleusen. Durch immer neue Verhaftungen war die KPD gezwungen, ihre Leitung des Bezirks bis zum April 1935 fünfmal personell wieder neu aufzubauen. Den entscheidenden Schlag der Gestapo ermöglichte dann der Verrat des KPD-Leiters im Bezirk Magdeburg, Willi Jahn, im September 1935. In Verbindung mit eingeschleusten V-Männern wurden zwischen September 1935 und Mai 1936 etwa 150 Personen verhaftet sowie nach weiteren Aussagen von Verhafteten wie Gerhard Holzer und Paul Weller bis 1938 weitere KPD-Mitglieder. Erst ab dem Jahr 1943 gelang es der KPD wieder neue Strukturen aufzubauen.

### Deportationen von Juden ab Magdeburg und Berlin
Von Magdeburg direkt ins Ghetto Theresienstadt wurden von der StapoLSt in vier Zügen mindestens 235 Juden deportiert. Mindestens 82 wurden aus Magdeburg ins KZ Auschwitz transportiert.
Die Transporte nach Theresienstadt waren:
- 18. November 1942 mit 77 Deportierten
- 25. November 1942 mit 76 Deportierten
- 2. Dezember 1942 mit 70 Deportierten
- 10. Januar 1944 mit 16 Deportierten

In die Züge ab Magdeburg kamen auch Einwohner aus Stendal, Dessau, Bernburg und Aschersleben.
Die Transporte nach Auschwitz waren:
- 26. Februar 1943 mit 77 Magdeburgern ab Berlin
- 2. März 1943 mit 5 Magdeburgern ab Berlin